# Olympische Winterspiele 2018/Teilnehmer (Armenien)
| Gelbes Symbol für Goldmedaillen mit stilisierten Olympischen Ringen | Graues Symbol für Silbermedaillen mit stilisierten Olympischen Ringen | Braundes Symbol für Bronzemedaillen mit stilisierten Olympischen Ringen |
| ------------------------------------------------------------------- | --------------------------------------------------------------------- | ----------------------------------------------------------------------- |
| —                                                                   | —                                                                     | —                                                                       |

Armenien nahm an den Olympischen Winterspielen 2018 in Pyeongchang mit drei Athleten in zwei Sportarten teil. Fahnenträger bei der Eröffnungsfeier war Mikajel Mikajeljan.

## Teilnehmer nach Sportarten

### Ski Alpin
| Athleten          | Wettbewerbe | 1. Lauf     | 2. Lauf     | Gesamt      | Gesamt |
| Athleten          | Wettbewerbe | Zeit        | Zeit        | Zeit        | Rang   |
| ----------------- | ----------- | ----------- | ----------- | ----------- | ------ |
| Männer            |             |             |             |             |        |
| Aschot Karapetjan | Slalom      | 1:02,47 min | 1:05,61 min | 2:08,08 min | 42     |

### Skilanglauf
| Athleten           | Wettbewerbe    | Qualifikation | Qualifikation | Viertelfinale | Viertelfinale | Halbfinale    | Halbfinale    | Finale        | Finale        | Rang |
| Athleten           | Wettbewerbe    | Zeit          | Rang          | Zeit          | Rang          | Zeit          | Rang          | Zeit          | Rang          | Rang |
| ------------------ | -------------- | ------------- | ------------- | ------------- | ------------- | ------------- | ------------- | ------------- | ------------- | ---- |
| Männer             |                |               |               |               |               |               |               |               |               |      |
| Mikajel Mikajeljan | Sprint         | 3:37,40 min   | 73            | ausgeschieden | ausgeschieden | ausgeschieden | ausgeschieden | ausgeschieden | ausgeschieden | 72   |
| Mikajel Mikajeljan | 15 km Freistil | −             | −             | −             | −             | −             | −             | 39:01,40 min  | 83            | 83   |
| Frauen             |                |               |               |               |               |               |               |               |               |      |
| Katja Galstjan     | 10 km Freistil | −             | −             | −             | −             | −             | −             | 30:25,10 min  | 72            | 72   |